# San Zeno e Foppa
San Zeno e Foppa era un comune italiano della provincia di Pavia, esistito fino al 1867.
Prendeva il nome dalle tre cascine di San Zeno I, San Zeno II e Foppa, oggi nel territorio del comune di Bascapè.

## Storia
La località fu contesa nel Medioevo fra Pavia e Milano, venendo alla fine sottoposta a quest'ultima, all'interno della Pieve di San Giuliano. Nel 1751 vennero registrati 241 residenti, saliti a 256 nel 1805, e a 298 nel 1853.
Nel 1861 il Comune di San Zeno, confermato in Provincia di Pavia come sotto il governo asburgico e due anni dopo riportato all'antico nome di San Zeno e Foppa, contava ancora soltanto 317 abitanti, tanto che nel 1867 il governo italiano decise la soppressione dell'autonomia comunale, decretando l'annessione a Bascapè.